# Acompsia cinerella
Acompsia cinerella — вид лускокрилих комах з родини виїмчастокрилі молі (Gelechiidae).

## Поширення
Поширений в більшій частині Європи, за винятком Португалії та Ісландії. Ці метелики мешкають у різноманітних місцях, переважно з густою рослинністю або чагарниками.

## Опис

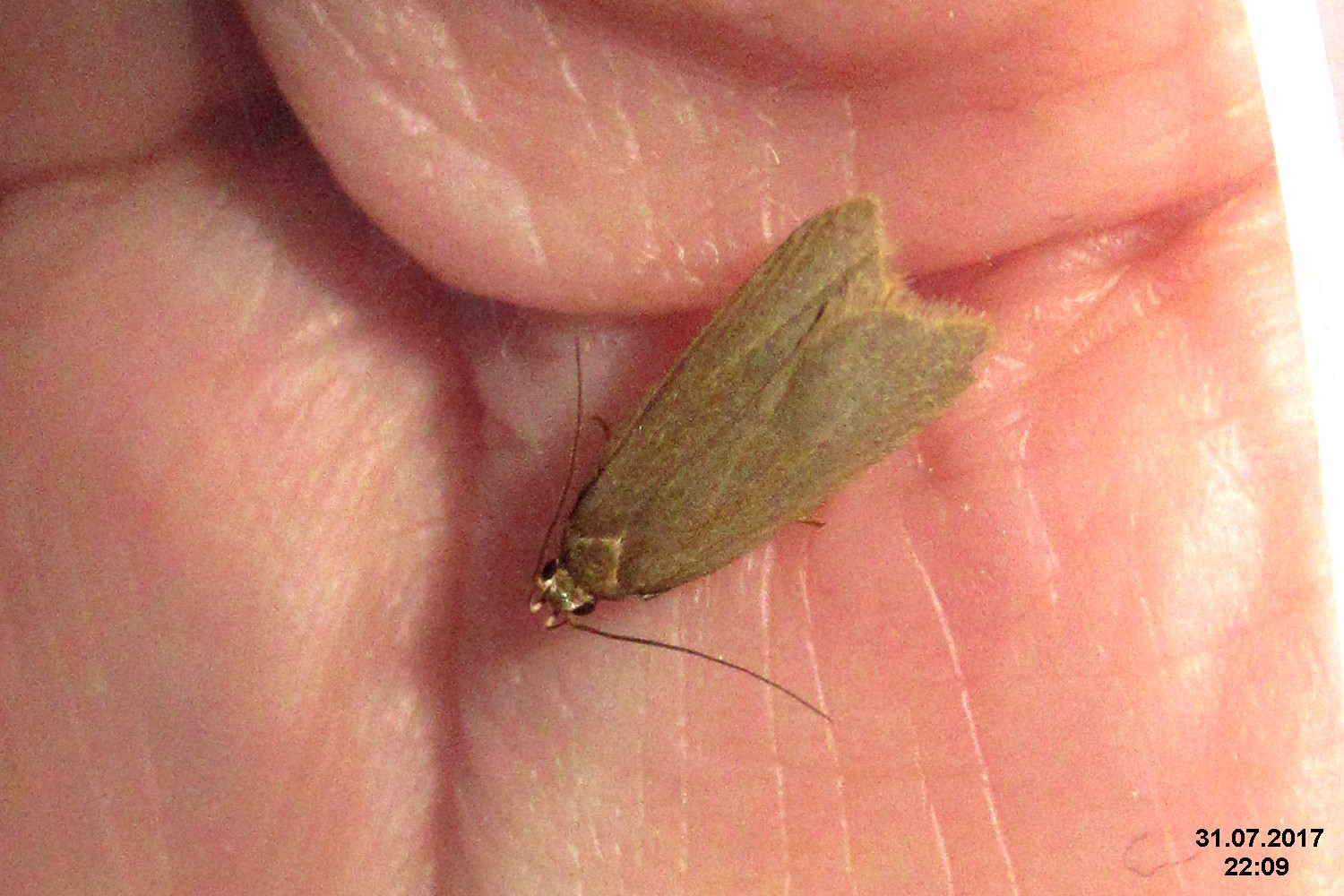

Acompsia cinerella має розмах крил 16–19 мм. Ці нічні метелики мають довгі, загнуті догори губні щупики. Передні крила коричневого кольору, без будь-яких плям. Цей вид досить схожий на Helcystogramma rufescens.

## Спосіб життя
Є два покоління на рік. Дорослі особини розлітаються з травня по вересень. Личинки харчуються мохом на стовбурах широколистяних дерев, часто біля основи дерева.